# فرودگاه ک. د. مانتانزیما
فرودگاه ک. د. مانتانزیما (به انگلیسی: K. D. Matanzima Airport) (به زبان بومی: Mthatha Airport) یک فرودگاه همگانی با کد یاتا UTT است که یک باند فرود آسفالت دارد و طول باند آن ۲۰۰۰ متر است. این فرودگاه در کشور آفریقای جنوبی قرار دارد و در ارتفاع ۷۳۲ متری از سطح دریا واقع شده است.

## شرکت‌های هواپیمایی و مقصدهای پروازی
| شرکت‌های هواپیمایی | مقصدهای پروازی            |
| ----------------- | ------------------------- |
| ایرلینک           | اولیور تامبو              |
| Fly Blue Crane    | اولیور تامبو, (suspended) |